# Arena (Kalabrien)
Arena ist eine italienische Gemeinde mit 1259 Einwohnern (Stand 31. Dezember 2023) in der Provinz Vibo Valentia, Region Kalabrien.
Das Gebiet der Gemeinde liegt am Ufer des Flusses Marepotamo. Es umfasst eine Fläche von 32 km².
Die Nachbargemeinden sind Acquaro, Dasà, Fabrizia, Gerocarne, Mongiana und Serra San Bruno.

## Sehenswürdigkeiten
Das älteste Gebäude des Ortes ist die normannisch-staufische Burg aus dem 11. Jahrhundert, die im 14. und 15. Jahrhundert durch Conclubet und später von den Fürsten Aquaviva im 16. – 18. Jahrhundert verändert wurde. Von der Burg stehen nach einem Erdbeben im Jahre 1783 nur noch Teile der Ecktürme und Mauern sowie des mittelalterlichen Aquädukts.
Die Kirche Chiesa Matrice di Santa Maria dei Latini wurde im 17. Jahrhundert erbaut. Im Inneren befinden sich zwei Statuen von Gennaro Franzese aus dem 18. Jahrhundert, Cristo Risorto und San Michele und ein Bild von Caravaggio.
Die Kirche Chiesa delle Grazie hat ein Barockportal und in ihrem Inneren einige Skulpturen aus dem 17. und 18. Jahrhundert, insbesondere eine Figur der Madonna delle Grazie in klassisch griechischem Stil.